# Konderski
Konderski – polski herb szlachecki.

## Opis herbu
W srebrnym polu na czerwonym skosie w lewo, trzy róże barwy pierwszej. Hełm ukoronowany koroną szlachecką. W klejnocie pięć piór strusich, labry czerwone, podbite srebrem.

## Najwcześniejsze wzmianki
Herb został nadany na sejmie koronacyjnym w 1764, braciom Józefowi i Adamowi Konderskim, żydowskim neofitom, należącym wcześniej prawdopodobnie do sekty Franka. Potwierdzony na sejmie w 1775 i 14 czerwca 1782.

## Herbowni
Kondek, Konder, Konderski